# ريان بريسكو
ريان بريسكو (بالإنجليزية: Ryan Briscoe)‏ مواليد 24 سبتمبر 1981، هو سائق فورملا 1 أسترالي.

## سباقات شارك فيها
- لو مان 24 ساعة
- بطولة فورمولا 3 الألمانية
- بطولة العالم للكارتينغ
- البطولة الأمريكية لسباق السيارات
- بطولة فورمولا 3 الإيطالية
- بطولة فورمولا 3 البريطانية
- سلسلة إندي كار
- إنديانابوليس 500
- بطولة العالم للتحمل

## وصلات خارجية
- ريان بريسكو على موقع Racing-Reference.info (الإنجليزية)
- ريان بريسكو على موقع DriverDB.com (الإنجليزية)
- الموقع الرسمي